# Варде (город, Дания)
Варде (дат. Varde) — город в Дании. Расположен на северо-западе полуострова Ютландия, в 18 км севернее порта Эсбьерг, на реке Варде-О, которая впадает в бухту Хо-Бугт. Административный центр коммуны Варде в области Южная Дания.
Город связан железнодорожными линиями с городами Эсбьерг (на юге), Скьерн (на севере) и Нёрре-Небель (на северо-западе).
Через город проходит Датская национальная дорога 11, которая идёт по побережью от Тённера (на юге) через Варде до Ольборга (на севере). В 10 км к югу от Ваде дорога 11 пересекается с Европейским маршрутом E20.
По берегу Северного моря от полуострова Скаллинген (на юге) до города Нюминнегаб тянется пляж, который делает коммуну Варде привлекательной для туристов. Здесь находятся курорты Блованн, Вайерсстранн, Хеннестранн.
Мыс Блованнс-Хук является самой западной точкой Дании. Здесь находится маяк. Во время Второй мировой войны Кригсмарине построил здесь радиолокационную станцию с бункером типа V174.
В городе находятся армейские казармы. В 2013 году в казармы переведена школа армейских сержантов (Hærens Sergentskole, HSGS) из города Сённерборг.